# ドナウエッシンゲン音楽祭
ドナウエッシンゲン音楽祭（独:Donaueschinger Musiktage）は、ドイツのバーデン＝ヴュルテンベルク州「黒い森（シュヴァルツヴァルト）」にあるドナウエッシンゲンで開催される音楽祭。演目作品は原則として世界初演となる現代音楽である。

## 概要
貴族に仕えていた楽師のハインリッヒ・ブアカルトが1921年に主宰した『現代音楽芸術を擁護するドナウエッシンゲン室内楽祭』に端を発す。第1回の演奏曲目にはヒンデミットの弦楽四重奏曲第3番op.16が含まれていた。ナチス統治下でも継続されたが、第二次大戦中は国家戦略的な構成となっていた。戦後、1946年にはフランス占領下で新ドナウエッシンゲン音楽祭として再興され、1950年からは現代音楽の振興を図っていた南西ドイツ放送の音楽部長であったシュトローベルの助力により、南西ドイツ放送が芸術面での責を請負うことになった。同年、『現代音楽芸術のためのドナウエッシンゲン音楽祭』と改称されている。現在の名称であるドナウエッシンゲン音楽祭（Donaueschinger Musiktage）になったのは1971年である。
2016年度主催は南西ドイツ放送第2チャンネルとドナウエッシンゲン市から成る構成団体“ドナウエッシンゲン音楽　友の会”（独語：Gesellschaft der Musikfreunde Donaueschingen）。世界の若い前衛作曲家の登竜門として、デビュー、ならびに音楽家の発掘の場として注目されている。初期には新ウィーン楽派やヒンデミット、イーゴリ・ストラヴィンスキー、ダリユス・ミヨー、オリヴィエ・メシアン、ジョン・ケージらがここで新作を初演している。1950年以来、毎年参加していたバーデン＝バーデン・フライブルクSWR交響楽団は、2016年に南西ドイツ放送交響楽団へ統合後された後も継続して参加する。近年はコンテンポラリージャズや1960年代のポップスとのコラボレーション、サブカルチャー的な要素を取り入れる企画等、楽曲の紹介に留まらず総合的な芸術祭としても多様化し展開を続けている。2016年の開催も10,000人以上の来場者が予想されている。
2003年まではドイツ銀行の芸術財団が援助していたが、2016年以降はバーデン＝ヴュルテンベルク州からの補助金と複数の財団による資金援助で運営されている。2016年の主な支援団体はポーラ芸術振興財団と音響機器メーカーのWHD、スイスのPro Helvetia、ドイツ連邦芸術基金である。隔年にしようとまで言われた経済難であったが、2019年は会期を4日にすることでのりきっている。
南西ドイツ放送ではオンラインストリーミング放送や演奏のアーカイブをインターネットで提供している。
2020年度は新型コロナウイルス感染症の世界的流行により中止。

## 表彰
1955年から優れた朗読劇に与えられていたカール・シュツカ賞が1972年に募集要綱を変更し、ドナウエッシンゲン音楽祭の枠で“最もアバンギャルドなラジオ作品”に与えられる賞と制定された。受賞者には賞金12,500ユーロが授与される。
毎年優れたオーケストラ作品を作曲したものに「南西ドイツオーケストラ作曲賞」を授与している。

## 芸術監督
- 1921年 – 1933年：ハインリッヒ・ブアカルト
- 1934年 – 1949年：ヒューゴー・ヘアマン
- 1949年 – 1969年：ハインリッヒ・シュトローベル（南西ドイツ放送初代音楽部長）
- 1970年 – 1974年：オットー・トメク
- 1975年 – 1992年：ヨーゼフ・ホイスラー
- 1992年 – 2014年：アーミン・ケーラー
- 2014年 -      ：ビョルン・ゴットシュタイン

## 会場
下記のドナウエッシンゲン市内にある複数の場所で行われている。
- ドナウハレ：1951年からメイン会場であり、市内でも最大規模のホール。
- バール体育館
- 市庁舎：主にトークショー
- エーリッヒ・ケストナーハレ：エーリッヒ・ケストナー学校に隣接するホール
- 古い邸宅を元にした図書館